# Университет Святых Кирилла и Мефодия в Скопье
Университет Святых Кирилла и Мефодия в Скопье (макед. Универзитет „Св. Кирил и Методиј“) — ведущее учебное заведение в Республике Северная Македония, было основано в 1949 году из трех факультетов. По состоянию на 2024 год насчитывает 23 факультета и 10 научных институтов.
В здании университета заседает Общество физиков Македонии.

## Факультеты

### Медицинские науки
- Медицинский факультет
- Стоматологический факультет
- Фармацевтический факультет
- Факультет физической культуры

### Природные и технические науки
- Естественно-математический факультет
- Архитектурный факультет
- Строительный факультет
- Машиностроительный факультет
- Электротехнический факультет
- Технологическо-металлургический факультет
- Горно-геологический факультет

### Общественные науки
- Философский факультет
- Филологический факультет им. Блаже Конеского
- Экономический факультет
- Юридический факультет им. Юстиниана Первого
- Педагогический факультет им. Св. Климента Охридского — (Скопье)
- Педагогический факультет им. Гоце Делчева — (Штип)

### Биотехнологические науки
- Факультет сельскохозяйственных наук
- Факультет лесного хозяйства
- Факультет ветеринарной медицины

### Искусства
- Факультет музыкальных искусств
- Факультет театральных искусств
- Факультет художественных искусств

### Институты
- Институт биологии
- Институт географии
- Институт этнологии и антропологии
- Институт информатики
- Институт математики
- Институт физики
- Институт химии
- Институт национальной истории
- Институт македонского языка имени Крсте Мисиркова
- Институт фольклора им. Марко Цепенкова
- Экономический институт
- Институт социологических и политико-правовых исследований
- Институт земледелия
- Институт южных сельскохозяйственных культур
- Институт инженерной сейсмологии
- Институт животноводства
- Институт македонской литературы

## Известные преподаватели и выпускники
- Груевский, Никола, премьер-министр
- Фрчкоский, Любомир, кандидат в президенты (2009)
- Иванов, Георге, президент Северной Македонии
- Андоновски, Венко, северомакедонский писатель
- Алексова, Блага, северомакедонский археолог
- Павловский, Радован, северомакедонский писатель и поэт
- Пендаровский, Стево, президент Северной Македонии

## Достопримечательности
Рядом с университетом находится Мавзолей Крал Кызы, датируемый примерно XV веком.